# Cloëtta-Preis
Der Cloëtta-Preis ist ein Preis der «Stiftung Prof. Dr. Max Cloëtta» in Zürich, der seit 1974 jährlich für medizinische Forschung in der Schweiz verliehen wird. Er ist mit 50'000 Franken dotiert. Er wird für Medizin und deren Hilfswissenschaften vergeben und kann auch an Ausländer verliehen werden.
Er ist nach Max Cloëtta (1868–1940) benannt, der ordentlicher Professor für Pharmakologie an der Universität Zürich und zeitweise deren Rektor war.

## Preisträger
- 1974: Urs A. Meyer
- 1975: Hans Bürgi
- 1976: Rui C. de Sousa
- 1977: Franz Oesch
- 1978: Susumu Tonegawa
- 1979: Theodor Koller, Jean-Pierre Kraehenbuehl
- 1980: Edward W. Flückiger, Albert Burger
- 1981: Rolf Zinkernagel,  Peter A. Cerutti
- 1982: Jürgen Zapf, Jean-Michel Dayer
- 1983: Peter Böhlen, Claes B. Wollheim
- 1984: Heidi Diggelmann, Jean-François Borel
- 1985: Hans Thoenen, Roberto Montesano
- 1986: Ueli Schibler, Walter Schaffner
- 1987: Jacques A. Louis, Joachim Seelig
- 1988: Jean-Dominique Vassalli, Hans Hengartner
- 1989: Heini Murer, Hugh Robson MacDonald
- 1990: Martin E. Schwab, Denis Monard
- 1991: Peter J. Meier-Abt, Jacques Philippe
- 1992: Michel Aguet
- 1993: Paolo Meda, Adriano Fontana
- 1994: Hans Rudolf Brenner, Daniel Pablo Lew
- 1995: Jürg Reichen, George Thomas jr.
- 1996: Lukas C. Kühn,  Peter Sonderegger
- 1997: Gerard Waeber, Denis Duboule
- 1998: Adriano Aguzzi, Primus E. Mullis
- 1999: Clemens A. Dahinden, Antonio Lanzavecchia
- 2000: Giuseppe Pantaleo, Brian Hemmings
- 2001: Isabel Roditi,  Thierry Calandra
- 2002: Bernard Thorens, Andrea Superti-Furga
- 2003: Michael N. Hall,  Bernhard Moser
- 2004: Amalio Telenti, Radek Skoda
- 2005: Urs Albrecht, Dominique Muller
- 2006: Adrian Merlo, Michael Hengartner
- 2007: Nouria Hernandez, François Mach
- 2008: Darius Moradpour, Sabine Werner
- 2009: Margot Thome Miazza, Walter Reith
- 2010: Christian Lüscher, Burkhard Becher
- 2011: Petra S. Hüppi
- 2012: Olaf Blanke
- 2013: Andreas Papassotiropoulos, Dominique J.-F. de Quervain
- 2014: Henrik Kaessmann, Marc Donath
- 2015: Dominique Soldati-Favre, Fritjof Helmchen
- 2016: Michel Gilliet, Andreas Lüthi
- 2017: Denis Jabaudon, Markus Manz
- 2018: Johanna Joyce, Timm Schroeder
- 2019: Botond Roska, Oliver Distler
- 2020: Mohamed Bentires-Alj, Nadia Mercader Huber
- 2021: Anne Müller, Bart Deplancke
- 2022: Annette Oxenius, Doron Merkler
- 2023: Sebastian Jessberger, Christoph Hess
- 2024: Andrea Ablasser, Andrea Alimonti
- 2025: Nicola Aceto, Virginie Hamel, Paul Guichard